# Dumitru Gheorghiu (Diplomat)
Dumitru Gheorghiu (* 21. März 1918 in Iași, Kreis Iași; † 1970 in Cluj, Kreis Cluj) war ein rumänischer Politiker der Rumänischen Kommunistischen Partei PCR (Partidul Comunist Român) und Diplomat, der unter anderem zwischen 1961 und 1966 Botschafter in der Volksrepublik China war.

## Leben
Dumitru Gheorghiu besuchte sieben Klassen der Elementarschule, arbeitete in der Textilindustrie und absolvierte ein dreijähriges Studium in der Sowjetunion. Er wurde auf dem Siebten Parteitag der PMR (23. bis 28. Dezember 1955) wurde er Kandidat des Zentralkomitees (ZK) der PMR und behielt diese Funktion nach seinen Bestätigungen auf dem Achten Parteitag der PMR (20. bis 26. Juni 1960) sowie dem Neunten Parteitag der PCR (19. bis 24. Juli 1965) fast vierzehn Jahre lang bis zum Zehnten Parteitag der PCR (6. bis 12. August 1969). Am 16. Januar 1956 wurde er Erster Sekretär des Parteikomitees der damaligen Rumänischen Arbeiterpartei PMR (Partidul Muncitoresc Român). Daneben wurde er 1957 Mitglied der Großen Nationalversammlung (Marea Adunare Națională) und vertrat in dieser zunächst bis 1965 den Wahlkreis Codăești sowie daraufhin zwischen 1965 und 1969 den Wahlkreis Vlădeni.
Als Nachfolger von Barbu Zaharescu übernahm Gheorghiu am 11. August 1961 den Posten als außerordentlicher und bevollmächtigter Botschafter in der Volksrepublik China und verblieb auf diesem diplomatischen Posten in Peking bis zum 5. März 1966, woraufhin Aurel Duma ihn ablöste. Nach seiner Rückkehr war er von 1966 bis zu seinem Tode 1970 noch Vizepräsident des Zentralrates des Allgemeinen Gewerkschaftsbundes UGSR (Uniunea Generală a Sindicatelor din România).

### Ehrungen und Auszeichnungen
Für seine langjährigen Verdienste wurde Dumitru Gheorghiu mehrfach ausgezeichnet und erhielt unter anderem den Orden der Arbeit Dritter Klasse und Zweiter Klasse (Ordinul Muncii), den Orden 23. August Vierter Klasse (Ordinul 23. August) sowie 1966 den Orden Tudor Vladimirescu Fünfter Klasse (Ordinul Tudor Vladimirescu).